# Don’t Wanna Cry
Don't Wanna Cry – trzeci singel Namie Amuro, wydany 13 marca 1996 przez wytwórnię avex trax. 
Jest drugim singlem po Chase the Chance, którego sprzedaż wyniosła ponad milion egzemplarzy. Utrzymywał się przez dwadzieścia dwa tygodnie w rankingu Oricon. present to strona B tego singla.

## Lista utworów
| 1. | Don't Wanna Cry (Radio Edit)            | 4:40  |
|    |                                         |       |
| 2. | Present                                 | 4:39  |
|    |                                         |       |
| 3. | Don't Wanna Cry (wersja instrumentalna) | 4:39  |
|    |                                         |       |
| 4. | Present (wersja instrumentalna)         | 4:38  |
|    |                                         |       |
|    |                                         | 18:36 |
|    |                                         |       |

## Wystąpienia na żywo
- 31 grudnia 1996 – 38th Japan Record Awards
- 31 grudnia 1996 – Kōhaku Uta Gassen
- 5 czerwca 2006 – SMAPXSMAP

## Produkcja
- Producenci – Tetsuya Komuro
- Aranżacja – Tetsuya Komuro, Cozy Kubo
- Miksowanie – Chris Lord-Alge
- Autorzy tekstów piosenek - Tetsuya Komuro, Takahiro Maeda, Cozy Kubo

## Nagrody
- Grand Prix Award (38th Annual Japan Record Awards)
- Best 5 Single Award (11th Japan Gold Disc Award)

## Oricon
| Diagram                                                    | Pozycja |
| ---------------------------------------------------------- | ------- |
| Dzienny diagram Oricon (w pierwszym dniu sprzedaży)        | #1      |
| Tygodniowy diagram Oricon (w pierwszym tygodniu sprzedaży) | #1      |
| Miesięczny diagram Oricon (w pierwszym miesiącu sprzedaży) | #2      |
| Roczny diagram Oricon                                      | #9      |